# Орлиноклювый колибри
Орлиноклювый колибри (лат. Eutoxeres aquila) — вид птиц семейства колибри. Выделяют три подвида.

## Описание
Орлиноклювый колибри достигает длины 11,5—13,5 см и массы от 8,6 до 14,5 г. Верхняя часть тела блестяще тёмно-зелёная, нижняя часть тела с широкими чёрными и белыми полосами. Хвост закруглён, коричневато-зелёного цвета, вершины рулевых перьев окрашены в белый цвет, подхвостье яркого оранжево-охряного цвета. Клюв длиной примерно 3 см, изогнут книзу почти на 90 °. Надклювье чёрное, подклювье жёлтое.

## Распространение
Область распространения вида охватывает Колумбию, Коста-Рику, Эквадор, Панаму и Перу. В 2006 году один экземпляр был пойман в Венесуэле. Орлиноклювый колибри населяет подлесок тропического дождевого леса, вторичные леса и опушки леса на высоте до 2100 м над уровнем моря. 

## Образ жизни
Полёт медленный, со слышимыми взмахами крыльев. Питается преимущественно нектаром геликоний, Columnea (из семейства геснериевые) и Centropogon (из семейства колокольчиковые). Во время зондирования кроны цветков птица часто крепко цепляется за растения. Кроме того, она собирает также насекомых со стволов и ветвей деревьев<re. Как и у всех колибри в кладке два яйца, насиживает кладку только самка.

## Подвиды
Выделяют три подвида, имеющих небольшие морфологические отличия:
- Eutoxeres aquila salvini Gould,1868 — от востока Коста-Рики до запада Колумбии.
- Eutoxeres aquila heterura Gould,1868 — западные Анды от юго-запада Колумбии до запада Эквадора.
- Eutoxeres aquila aquila (Bourcier, 1847) — от востока Колумбии до севера Перу.